# Stelis maderoi
Stelis maderoi är en orkidéart som beskrevs av Rudolf Schlechter. Stelis maderoi ingår i släktet Stelis och familjen orkidéer. Inga underarter finns listade i Catalogue of Life.